# Championnats d'Afrique de taekwondo 2012
Navigation
Édition précédente Édition suivante
Les championnats d'Afrique de taekwondo 2012 se déroulent à Antananarivo (Madagascar) du 2 au 6 novembre 2012. 

## Médaillés

### Hommes
| Épreuves | Or                                 | Argent                         | Bronze                                                            |
| -------- | ---------------------------------- | ------------------------------ | ----------------------------------------------------------------- |
| - 54 kg  | Hussein Sherif El Sayed (EGY)      | Ahmed Edbeb (LBA)              | Bertrand Arnold Owono Nozime (GAB) Mohamed Ouattara (CIV)         |
| - 58 kg  | Mohamed Emad El Sergany (EGY)      | Rija Fenosoa Rabeniala (MAD)   | Karim Najar (TUN) Frederico Muianga (MOZ)                         |
| - 63 kg  | Hamza Gbane (CIV)                  | Wahid Briki (TUN)              | Mohamed Tlish Salem (LBA) Jean Noel Honorin Randriamandimby (MAD) |
| - 68 kg  | Neji Ben Ali Gam (TUN)             | Balla Dieye (SEN)              | Tamer Abdelmoneim (EGY) Abedi Sagesse (CGO)                       |
| - 74 kg  | Kabenan Anicet Baudoin Kassi (CIV) | Mahmoud Karim Amr Khairy (EGY) | Taha Al Aswed (LBA) Saifeddine Trabelsi (TUN)                     |
| - 80 kg  | Oussama Oueslati (TUN)             | Abdoulaye Gbané (CIV)          | Fiston Tshimanga (CGO) Ramy Mady (EGY)                            |
| - 87 kg  | Seydou Gbane (CIV)                 | Fanfan Yogote Kikima (COD)     | Mohamed Tresor Kamara (SEN) Karim Hazem Shafiel (EGY)             |
| + 87 kg  | Mohamed Ahmed Ayman (EGY)          | Karim Kone (CIV)               | Badreddin Ibrahim Khalfuni (LBA) Andry Ratokoarisoa (MAD)         |

### Femmes
| Épreuves | Or                         | Argent                          | Bronze                                                            |
| -------- | -------------------------- | ------------------------------- | ----------------------------------------------------------------- |
| - 46 kg  | Nermin Sayed Elshimi (EGY) | Khady Fall (SEN)                | Marie Prudence Mbia Evoue (GAB) Volasoa Rabeholinantenaina (MAD)  |
| - 49 kg  | Houssine Nour Ahmed (EGY)  | Rosa Keleku Lukusa (COD)        | Hanitriniaina Rakotondrasoa (MAD) Cynthia Kragbe Valle (CIV)      |
| - 53 kg  | Radwa Reda (EGY)           | Rahma Ben Ali (TUN)             | Awa Ouattara (CIV) Brenda Mahonza Aldine (COD)                    |
| - 57 kg  | Bineta Diedhiou (SEN)      | Caroline Maher Yousry (EGY)     | Eley Sephora Baelenge (COD) Banassa Diomandé (CIV)                |
| - 62 kg  | Ruth Gbagbi (CIV)          | Ndèye Coumba Diop (SEN)         | Gradie Kamuanya Mpoyi (COD) Urgence Mouega (GAB)                  |
| - 67 kg  | Seham Elsawalhy (EGY)      | Mbassa Sakho (SEN)              | Larissa Koman Amoin (CIV) Wafa Bellar (TUN)                       |
| - 73 kg  | Mamina Koné (CIV)          | Menatallah Maher Abdelall (EGY) | -                                                                 |
| + 73 kg  | Nahla Khairy Elwakil (EGY) | Tenor Ehivet Youeto (CIV)       | Grace Emmanuella Ibogni Nzamba (GAB) Audrey Randriamandrato (MAD) |

## Tableau des médailles
| Rang | Nation                           | Or | Argent | Bronze | Total |
| ---- | -------------------------------- | -- | ------ | ------ | ----- |
| 1    | Égypte                           | 8  | 3      | 3      | 14    |
| 2    | Côte d'Ivoire                    | 5  | 3      | 5      | 13    |
| 3    | Tunisie                          | 2  | 2      | 3      | 7     |
| 4    | Sénégal                          | 1  | 4      | 1      | 6     |
| 5    | République démocratique du Congo | 0  | 2      | 3      | 5     |
| 6    | Madagascar                       | 0  | 1      | 5      | 6     |
| 7    | Libye                            | 0  | 1      | 3      | 4     |
| 8    | Gabon                            | 0  | 0      | 4      | 4     |
| 9    | République du Congo              | 0  | 0      | 2      | 2     |
| 10   | Mozambique                       | 0  | 0      | 1      | 1     |
|      | Total                            | 16 | 16     | 30     | 62    |